# 2 + 2 = 5

L'expressió «2 + 2 = 5» o «dos més dos és igual a cinc», s'utilitza de vegades com un breu sofisma destinat a perpetuar una ideologia política. També il·lustra la naturalesa de la lògica formal, que estudia els mecanismes de raonament, independentment de la substància a la qual es poden aplicar.
Com a tema artístic i eslògan antiintel·lectualista 2 + 2 = 5 fou utilitzat per Alphonse Allais a Deux et deux font cinq (1895), una col·lecció de relats curts absurds, i al manifest d'art imaginista de 1920 2 x 2 = 5 del poeta Vadim Xerxenévitx, després de la Revolució Russa de 1917.

## En lògica
El lògic i filòsof anglès Bertrand Russell (1872-1970) va usar aquesta suposició matemàtica per a il·lustrar el principi que qualsevol conclusió es pot deduir d'una proposició contradictòria. S'explica que un dels seus estudiants de filosofia li va preguntar: «Imagini que vostè pensa que 2 + 2 = 5, es pot deduir que vostè és el Papa?». A la qual cosa Russell va respondre: 
| « | Suposem que 2 + 2 = 5; restem 3 de cada un dels membres de la identitat; obtenim 1 = 2. Per simple simetria, 1 = 2 implica que 2 = 1. Ara, com que el Papa i jo som dues persones diferents, i atès que 2 = 1, el Papa i jo som un. Com a resultat d'això, jo sóc el Papa. | » |

## En literatura

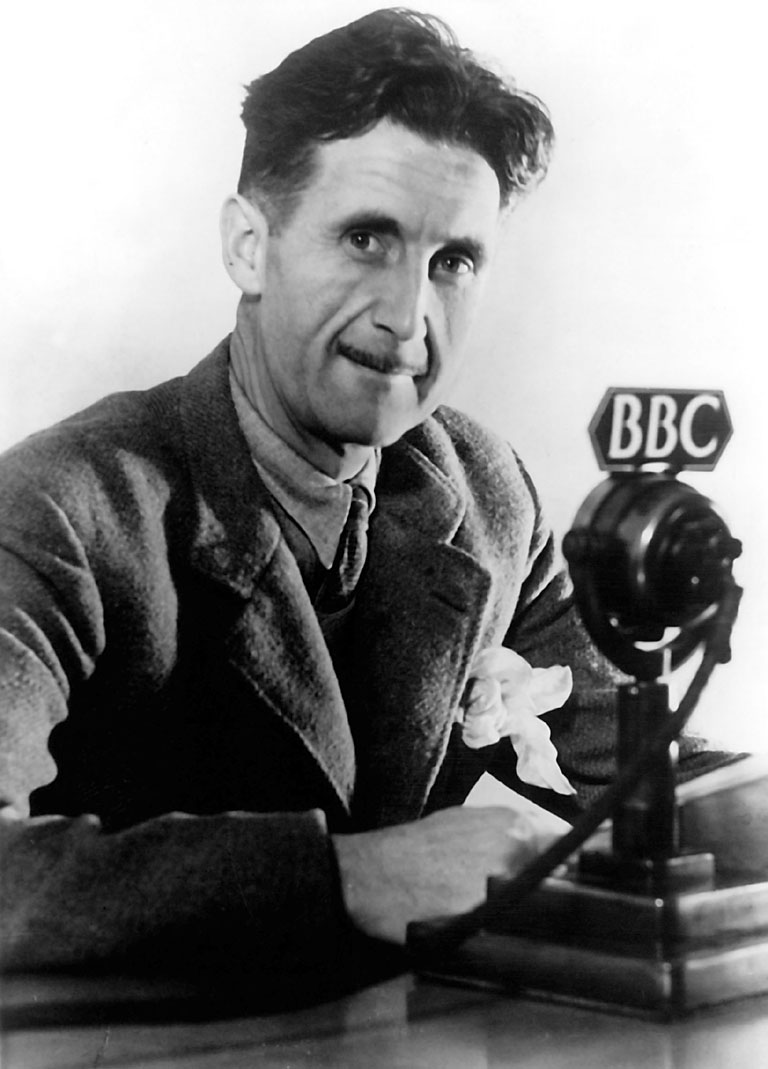
George Orwell el 1940

El periodista George Orwell va usar aquesta expressió en la seva novel·la 1984 com a exemple clar dels dogmes falsos dictats pel Gran Germà, en un clar contrast amb la frase «dos més dos és igual a quatre»', la qual resulta òbvia, però políticament incorrecta. El protagonista de la novel·la, Winston Smith, es pregunta en les reflexions del seu diari si l'opressió de l'Ingsoc pot arribar a ser tan gran que si l'Estat afirma que «dos més dos és igual a cinc», això passa immediatament a ser cert. Atès que Smith treballa en una de les dependències del Partit encarregada de la manipulació dels registres històrics, sap que no seria estrany que això succeís. Després conclou:
| « | La llibertat és poder dir lliurement que dos i dos són quatre. Si es concedeix això, tota la resta vindrà per si sol. | » |

En els interrogatoris realitzats a l'habitació 101, on és torturat Smith, O'Brien, el principal antagonista de la novel·la i interrogador del Ministeri de l'Amor, li deixa clar que no importa la percepció de la realitat física, ja que mentre el partit controli la percepció mental, s'actua sota els principis de «doblepensar». Malgrat que Smith insisteix que li és impossible pensar una altra cosa, atès que ell «sap» que dos més dos són quatre, O'Brien respon:
| « | Algunes vegades sí, Winston; però altres vegades són cinc. I d'altres, tres. I a vegades són quatre, cinc i tres alhora. | » |

Aquesta és una referència d'Orwell a la manipulació que es pot exercir per part d'un moviment polític, tal com ho va viure durant la seva carrera a la BBC quan es va familiaritzar amb els mètodes de la propaganda nazi. Sis anys abans de publicar 1984, Orwell escrigué:
| « | La teoria nazi de fet nega específicament que tal cosa com "la veritat" existeixi. L'objectiu implícit d'aquesta línia de pensament és un món de malson en què el líder, o alguna camarilla governant, controla no només el futur sinó també el passat. Si el líder diu que tal o qual esdeveniment, "mai no va ocórrer", aleshores mai no va succeir. Si diu que dos i dos són cinc, bé, dos i dos són 5. Aquesta perspectiva m'espanta molt més que les bombes. | » |